# Mangusta žíhaná
Mangusta žíhaná (Mungos mungo) je malý druh mangusty obývající území východní a střední Afriky.

## Popis
Mangusta žíhaná je silná šelma s velkou hlavou, malýma ušima, krátkými končetinami a dlouhým ocasem, který mnohdy dosahuje délky zbytku těla. Zvířata z oblastí s vlhčím podnebím jsou větší a tmavší než zvířata z oblastí s podnebím sušším. Spodní část těla je vyšší a kulatější než hruď. Mají tvrdou nejčastěji šedou, ale i olivově hnědou srst, kterou lemuje několik tmavě hnědých příčných pruhů, které se střídají od plecí až po ocas. Čenich a končetiny, které jsou lehčí než zbytek těla, jsou tmavší. Na svých končetinách má mangusta žíhaná silné drápy, které jí dovolují vyhledávat potravu ukrytou i několik centimetrů pod zemí.
Dospělé zvíře dosahuje délky těla od 30 do 45 cm a hmotnosti 1,5 až 2,25 kg. Ocas je dlouhý zhruba 15 až 30 cm.

## Rozšíření
Mangusta žíhaná obývá převážně otevřené savany, ale i otevřené lesy a pastviny, zvlášť pak křovité planiny. Často se vyskytuje o poblíž vody a v oblastech s množstvím termitích mravenišť, které jim slouží jako přístřešek, ale také potravní zdroj (viz níže). Mangusta žíhaná obývá převážně Východní, jihovýchodní, ale i Střední Afriku. Část populace žije také v severních savanách Západní Afriky.
Vývoj zemědělství v Africe měl velice pozitivní vliv na početnost mangusty žíhané, jelikož pro ni představuje hospodářská půda důležitý zdroj potravy.

## Chování

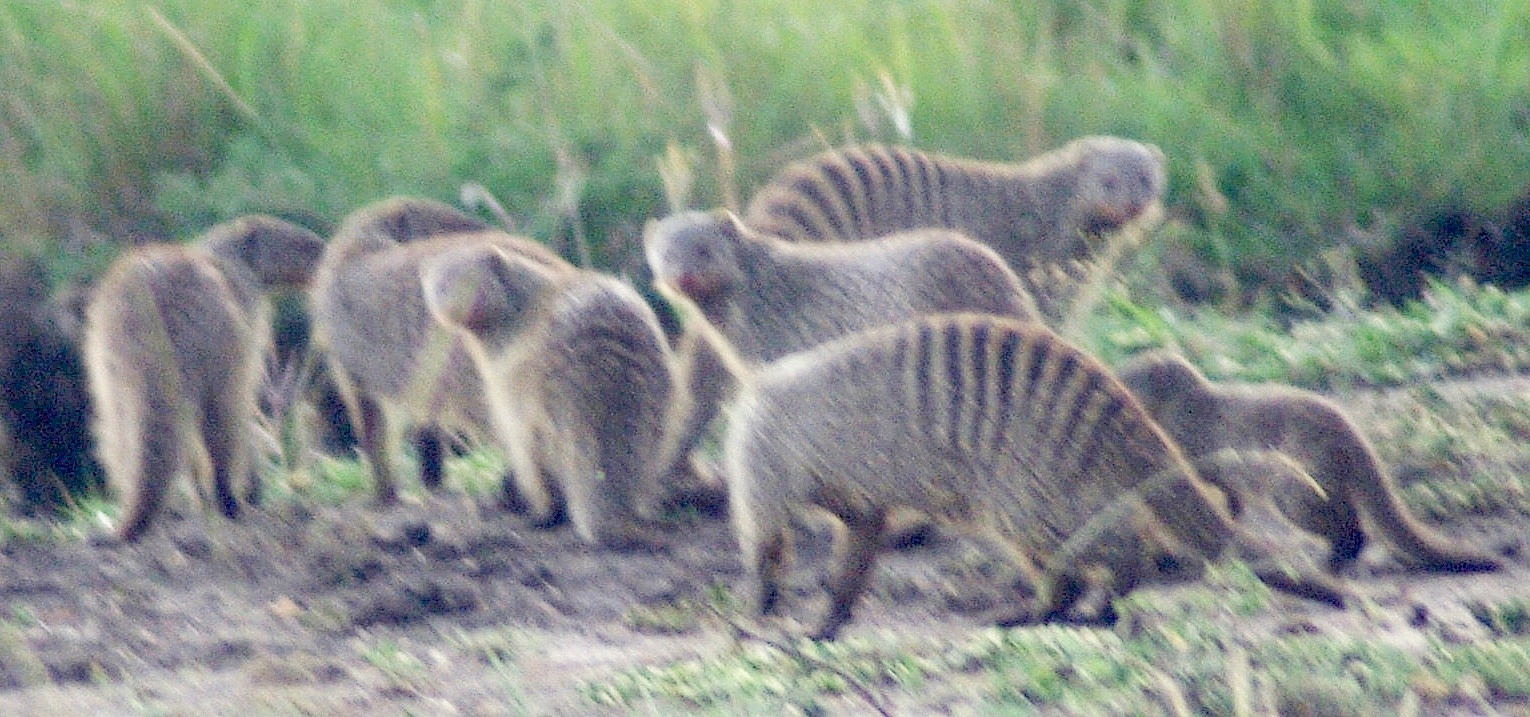
Skupina mangust žíhaných v Keni.

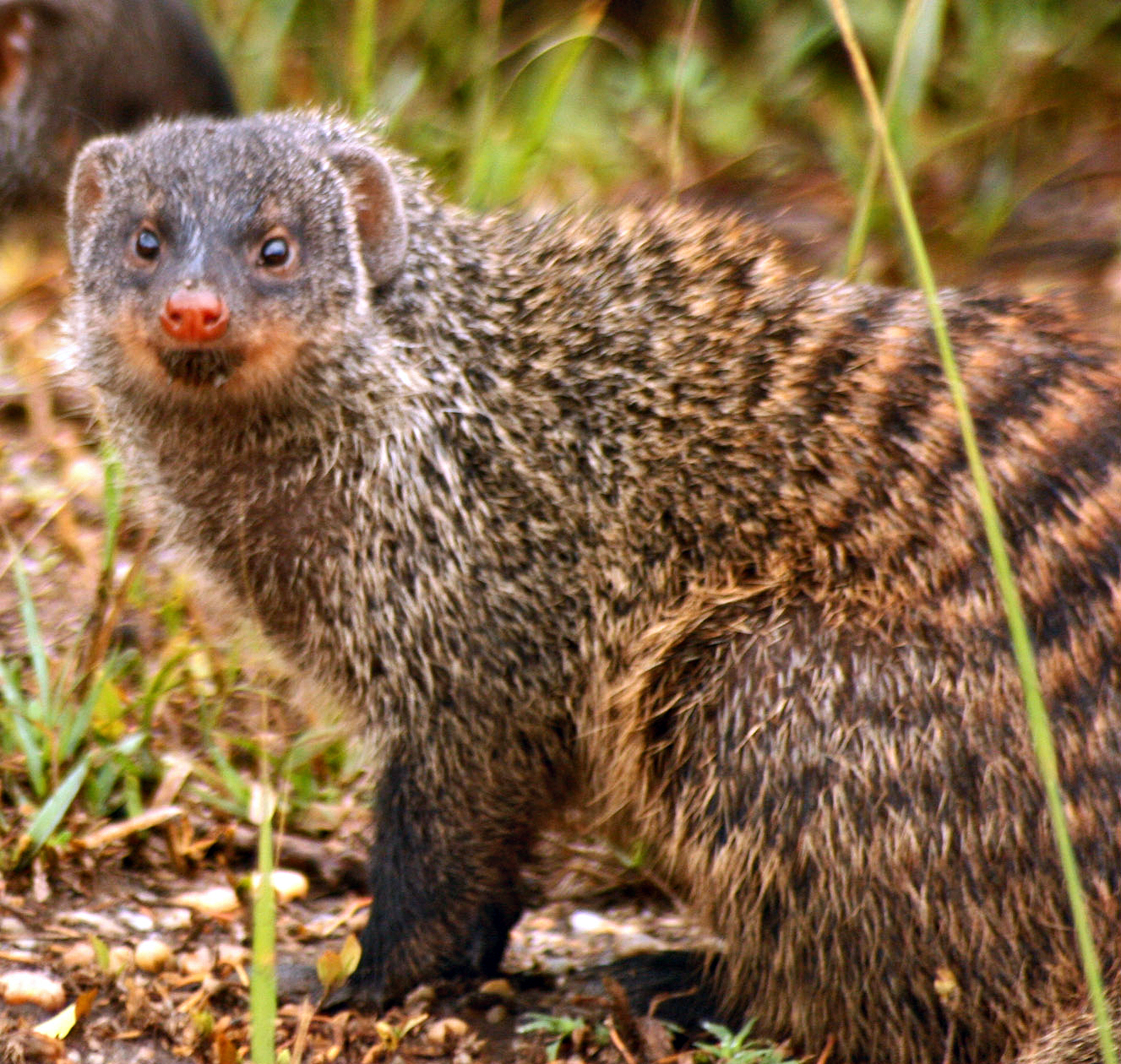

Mangusta žíhaná je denní zvíře, v horkých dnech vystupuje jen během rána nebo večera. Přes noc se ukrývají ve stromových dutinách, skalních puklinách nebo norách, které si buď samy vyhrabou nebo obsadí po jiném zvířeti. Je to společenská šelma, která se toulá v rodinných skupinách čítajících až 30 zvířat. Pokud počet jedinců ve skupině přesáhne hranici 40 zvířat, obvykle se skupina rozdělí na dvě menší, které čítají obvykle 15 až 20 jedinců. Ve skupinách mangusty rozeznávají společenské postavení převážně podle výrazného pachu.
Mezi nejhlavnější členy skupiny patří dominantní samec a tři nebo čtyři dominantní samice (v oblasti Ugandy může být dominantních samic ve skupině i 10). Mangusta žíhaná má poměrně krátké rozmnožovací období, ve kterém je reprodukce rovnoměrně rozložena mezi jednotlivce, kteří jsou schopni se pářit. Ve skupinách vládne přísná hierarchie, která závisí na věku, velikosti, ale také přílišném sebevědomí. Po zhruba dvou měsíců březosti rodí samice 2 až 6 mláďat, které může kojit hned několik samic ve skupině. Ostatní dospělci si s mláďaty také rádi hrají.
Mangusta žíhaná se ráda zdržuje ve společnosti paviánů. V těchto velkých skupinách totiž mangusty spoléhají na větší bezpečí před jejich úhlavními predátory a často si s paviány i hrají. Symbiotické vztahy mají rovněž s prasaty bradavičnatými, jimž ze srsti odstraňují parazity, jako jsou klíšťata.

## Potrava

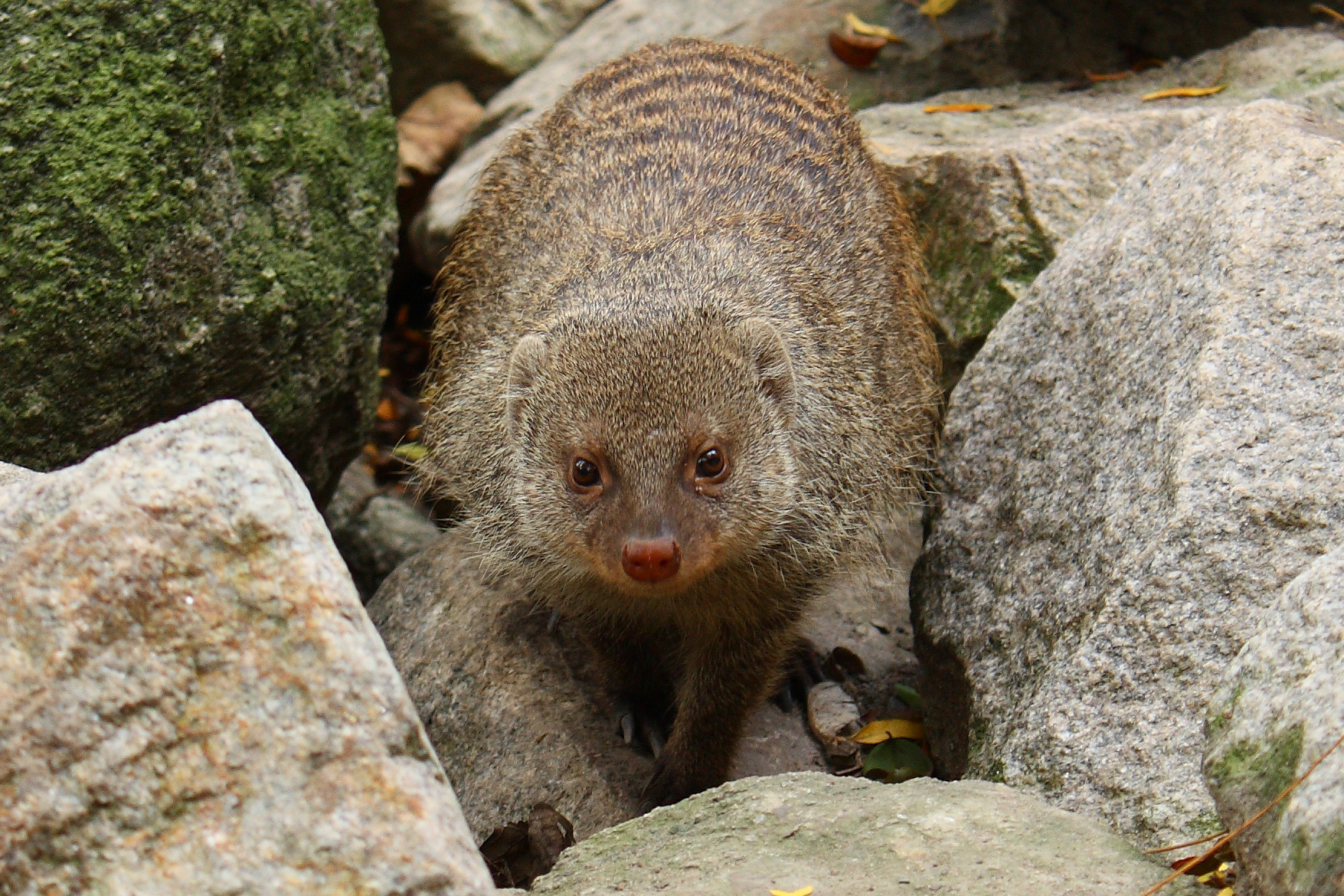
Mangusta žíhaná v německé zoologické zahradě Karlsruhe, Německo

Mangusta žíhaná se nejčastěji živí bezobratlými, zvláště pak hmyzem (termity a larvami brouků), stonožkami, ještěrkami, hady (nebojí se napadnout ani kobru, kterou usmrcuje ukousnutím hlavy), žábami, vzácněji i hlodavci. Většinu kořisti usmrcuje ostrými drápy, které slouží podobně jako dýky. Někdy se živí i kořeny a ovocem. Mezi její oblíbenou potravu patří ptačí vejce, která rozbije válením přes kameny. Je-li napadena, brání se neohroženě, přičemž výstražně vrčí, chňape a hrbí hřbet.
Mangusta žíhaná hledá potravu v malých skupinách, ve kterých členové udržují kontakt pomocí široké škály zvuků.

## Mangusta žíhaná v českých zoo
Mangustu žíhanou chovají v Zoologické zahradě Plzeň, Ostrava, Dvorec a Chleby. V minulosti je chovali Zoologická zahrada Lešná, Jihlava, Ústí nad Labem a Olomouc .